# サムソン (ティラノサウルス)

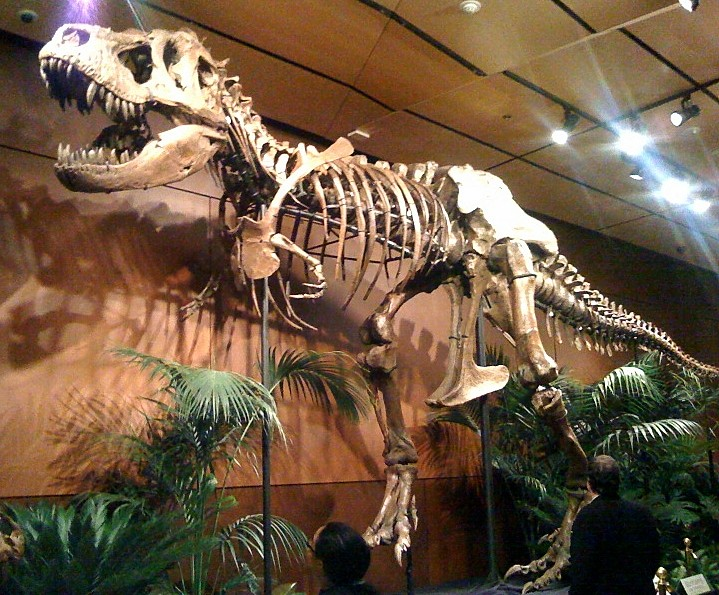
サムソン

サムソン（Samson）は、アメリカ合衆国サウスダコタ州で発見されたティラノサウルスの標本。Zレックスという別の愛称もある。頭部の骨が多く保存されている。過去に複数回の競売にかけられており、個人所有者や博物館を転々とした経歴を持つ。

## 発見
1992年、ティラノサウルスの化石がサウスダコタ州のバッファロー近郊の個人所有の牧場で発見された。愛称は、ティラノサウルスが後期白亜紀の強力な捕食動物であったことから、怪力で知られる旧約聖書の登場人物サムソンにちなむ。

## 特徴
骨格の保存度は高く、2009年12月時点で確認されているティラノサウルスの標本のうち3番目に完全である。保存されている骨の個数は約170個、全身の約55%に達する。特に頭骨は良く保存されており、2009年10月時点においてティラノサウルスの頭骨のうち最も完全とされている。
サムソンの頭骨は変形が少ない。例えば同じティラノサウルスの標本であるスーは頭骨が大腿骨と接触して歪んでしまっているが、サムソンはそのような接触がなく、化石化の過程での変形を受けていない。後眼窩骨の溝をはじめ、頭骨を含め骨格の各所には病変と思われる構造が見られ、また治癒した痕跡も確認されている。鼻骨には左右非対称の波状の特徴が見られ、突起のような構造を示唆する可能性もある。また、血管様構造も認められている。
全長約11.9メートルで、重さは同じスーと同程度。ティラノサウルスはメスの方がオスよりも頑強な体格を持つという従来の研究結果に従うと、性別はメスと推定される。サムソンをティラノサウルス・レックスではなくティラノサウルス属の新種と考える研究者もいた。

## 競売と展示

### グラハムとカーネギー自然史博物館
サムソンは2000年に発掘者であるアラン・デットリッチにより競売にかけられていたが、提示価格が800万ドルから1200万ドルと高額であったため、二度買い手がつかず売り込みに失敗していた。2001年に非公開で売買され、800万ドルを超える額で個人バイヤーにより購入された。購入者はイギリスのビジネスマンのグラハム・レイシーであった。サムソンは彼の所有下で2004年5月にカーネギー自然史博物館へ送られ、頭蓋骨のクリーニングが行われた。グラハムは博物館に高額の手数料を支払い、うち3500万ドルが恐竜ホールの増改築に充てられた。頭蓋骨からは約130キログラムの母岩が取り除かれた。また、この時にアメリカ航空宇宙局（NASA）のマーシャル宇宙飛行センターでコンピュータX線体軸断層撮影（CATスキャン）が行われていたほか、研究卿に鋳型も製作された。
クリーニングの終了後にサムソンはグラハムへ返却された。2006年3月11日にはサムソンの送別として博物館でイベントが開催され、グッズの無料配布や研究者による講演会が実施された。その後ニュージャージー州の研究施設でも組み立て・展示された。

### 2009年のオークション
その後、2009年8月から再びオークションの用意が始まった。サムソンは9月にラスベガスのラスベガスの Venetian Resort Hotel Casino でグッゲンハイム・ハーミテージ博物館のスペースに2週間展示され、同所で10月3日に合衆国内のオークションハウスであるボナムズ&バターフィールドにより競売にかけられた。この時は360万ドル（約3億2000万円）の値が付いたものの、最低落札価格に届かず、買い手はつかなかった。翌月までにボナムズ&バターフィールドは売却交渉に応じた。自然史オークションの共同監督であるトーマス・リンドグレンによると、サムソンは500万ドル前後で落札された。購入者の身元は明かされていない。
一方で競売の終了後、サムソンが科学界から離れて個人の所有物になることを危惧していた研究者らは、サムソンの今後の行方を心配した。サムソンを研究者の手に渡す取引が進められ、オレゴン州ポートランドのオレゴン科学産業博物館がサムソンを一時的に展示することが2009年12月に決定した。購入者による協力を受け、コムキャスト社とサイエンス・チャンネル社およびディスカバリー・エデュケーション社をスポンサーに、がサムソンの展示に漕ぎ着けた。2009年12月17日からサムソンの展示が始まり、これは博物館でのサムソンの一般向け初公開となった。展示は2010年の夏までの契約で、その後のサムソンの行く末は未定である。
なお、競売で落札されたティラノサウルス標本には836万ドルのスー、3180万ドルのスタンがいる。